# Alvimia auriculata
Alvimia auriculata är en gräsart som beskrevs av Thomas Robert Soderstrom och Ximena Londoño. Alvimia auriculata ingår i släktet Alvimia och familjen gräs. Inga underarter finns listade i Catalogue of Life.